# Trichoptilus
Trichoptilus là một chi bướm đêm thuộc họ Pterophoridae.

## Các loài
- Trichoptilus animosus
- Trichoptilus archeaodes
- Trichoptilus ceramodes
- Trichoptilus cryphias
- Trichoptilus festus
- Trichoptilus inclitus
- Trichoptilus maceratus
- Trichoptilus negotiosus
- Trichoptilus pelias
- Trichoptilus pygmaeus
- Trichoptilus regalis
- Trichoptilus scythrodes
- Trichoptilus varius
- Trichoptilus viduus
- Trichoptilus vivax

## Former species
- Trichoptilus bidens is now Prichotilus bidens